# Taner Savut
Taner Savut (10. srpna 1974 – 6. února 2023) byl turecký sportovní funkcionář a bývalý fotbalista, který hrál na pozici pravého obránce.

## Hráčská kariéra
Savut se narodil ve Smyrně a svou kariéru začal v klubu İzmirspor v roce 1994. V roce 1997 přestoupil do Fenerbahçe. Svůj jediný zápas na evropské scéně odehrál 29. září téhož roku, když tým prohrál 2:1 na domácím stadiónu s FCSB v prvním kole Poháru UEFA.
V roce 1999 přestoupil do týmu Göztepe a o rok později do Siirtsporu, kde vstřelil svůj jediný gól ze 71 zápasů v nejvyšší soutěži: 6. května 2001 završil domácí výhru 3:0 nad Gençlerbirliği. Poté hrál v nižších soutěžích za Sakaryaspor, Alanyaspor a Tokatspor až do konce kariéry v roce 2011.

## Funcionářská kariéra
Savut byl sportovním ředitelem klubu Manisa, než v červenci 2022 přestoupil do špičkového tureckého klubu Hatayspor.

## Smrt
Savut zemřel během zemětřesení v Turecku a Sýrii v roce 2023, které udeřilo 6. února, při zřícení stejné budovy, v níž zahynul hráč Hataysporu Christian Atsu. Bylo mu 48 let a jeho tělo bylo nalezeno 21. února.